# Chiesa della Madonna della Salute (Pirano)
La chiesa della Madonna della Salute (Cerkev Matere Božje od zdravja in sloveno) è un edificio di culto cattolico situato nella cittadina slovena di Pirano.

## Storia
La chiesa fu costruita nel 1274 e nel 1490 e nel 1617. Originariamente era dedicata San Clemente, protettore dei marinai, durante la peste del 1630 fu intitolata a Santa Maria della Salute. Un ultimo restauro del 1890 le ha conferito l'odierno aspetto.